# P2Y12
12 je protein nađen uglavnom na površini krvnih trombocitnih ćelija. On je regulator koagulacije krvi.
12 pripada Gi klasi G protein-spregnutih (GPCR) purinskih receptora. Njegov endogeni ligand je adenozin-difosfat (ADP). P2Y familija sadrži nekoliko tipova receptora koji imaju različitu farmakološku selektivnost za razne adenozinske i uridinske nukleotide. Oni se preklapaju u nekim slučajevima. Ovaj receptor učestvuje u agregaciji trombocita. On je potencijalna meta u lečenju tromboembolizma i drugih poremećaja zgrušavanja. Dve transkriptne varijante koje kodiraju istu izofromu su poznate.

## Klinički značaj
Lek klopidogrel (Plaviks) se vezuje za ovaj receptor. Plaviks se koristi kao antitrombotni lek.

## Literatura
1. ↑  Dorsam RT, Kunapuli SP (2004). „Central role of the P2Y12 receptor in platelet activation”. J. Clin. Invest. 113 (3): 340—5. PMC 324551 . PMID 14755328. doi:10.1172/JCI200420986.
2. ↑  Murugappa S, Kunapuli SP (2006). „The role of ADP receptors in platelet function”. Front. Biosci. 11 (1): 1977—86. PMID 16368572. doi:10.2741/1939.
3. 1 2  Hollopeter G, Jantzen HM, Vincent D, Li G, England L, Ramakrishnan V, Yang RB, Nurden P, Nurden A, Julius D, Conley PB (2001). „Identification of the platelet ADP receptor targeted by antithrombotic drugs”. Nature. 409 (6817): 202—7. PMID 11196645. doi:10.1038/35051599.
4. ↑  Nicholas RA (2001). „Identification of the P2Y(12) receptor: a novel member of the P2Y family of receptors activated by extracellular nucleotides”. Mol. Pharmacol. 60 (3): 416—20. PMID 11502870. Архивирано из оригинала 07. 10. 2008. г. Приступљено 01. 07. 2011.
5. ↑  „Entrez Gene: P2RY12 purinergic receptor P2Y, G-protein coupled, 12”.

## Spoljašnje veze
- „P2Y Receptors: P2Y12”. IUPHAR Database of Receptors and Ion Channels. International Union of Basic and Clinical Pharmacology. Архивирано из оригинала 22. 11. 2015. г.
- purinoceptor+P2Y12 на 